# Ewigschneehoren
L'Ewigschneehoren, parfois orthographié Ewigschneehorn, est un sommet des Alpes bernoises, en Suisse, situé dans le canton de Berne, qui culmine à 3 329 m d'altitude. Avec notamment l'Ankenbälli au nord-ouest et le Trifthoren au sud-est, il forme une crête qui domine le glacier de Lauteraar au sud-ouest et le glacier du Gauli au nord-est.